# Rahim Chan
Rahim Chan – wieś w Iranie, w ostanie Azerbejdżan Zachodni, w szahrestanie Bukan. W 2006 roku liczyła 1738 mieszkańców.